# الیزابت بی (نیو ساوت ولز)
الیزابت بی (به انگلیسی: Elizabeth Bay) یک حومه شهر در استرالیا است که در نیو ساوت ولز واقع شده‌است.